# NGC 7312
NGC 7312 est une vaste galaxie spirale barrée située dans la constellation de Pégase. Sa vitesse par rapport au fond diffus cosmologique est de 7 911 ± 26 km/s, ce qui correspond à une distance de Hubble de 116,7 ± 8,2 Mpc (∼381 millions d'al). NGC 7312 a été découverte par l'astronome allemand Albert Marth en 1863.
La classe de luminosité de NGC 7312 est II et elle présente une large raie HI. 
Selon la base de données NASA/IPAC, NGC 7312 forme une paire de galaxies avec NGC 7311 (UGC 12080). La distance de Hubble de NGC 7311 est égale à 61,33 ± 4,31 Mpc (∼200 millions d'al), ce qui signifie qu'elle est bien plus proche de nous que ne l'est NGC 7312 et qu'il s'agit donc d'une paire purement optique. 
À ce jour, quatre mesures non basées sur le décalage vers le rouge (redshift) donnent une distance de 133,700 ± 40,541 Mpc (∼436 millions d'al), ce qui est à l'intérieur des valeurs de la distance de Hubble. Notons que c'est avec la valeur moyenne des mesures indépendantes, lorsqu'elles existent, que la base de données NASA/IPAC calcule le diamètre d'une galaxie et qu'en conséquence le diamètre de NGC 7312 pourrait être d'environ 60,2 kpc (∼196 000 al) si on utilisait la distance de Hubble pour le calculer.